# Junoszeskoje
Junoszeskoje (ros. Юношеское) – wieś (sieło) w Rosji, w rejonie grazowieckim obwodu wołogodzkiego. W 2002 liczyła 27 mieszkańców, z kolei w 2010 populacja miejscowości wynosiła 25 osób.